# Tonlesapia tsukawakii
Tonlesapia tsukawakii is een straalvinnige vissensoort uit de familie van de pitvissen (Callionymidae). De wetenschappelijke naam van de soort is voor het eerst geldig gepubliceerd in 2006 door Motomura & Mukai.